# Inibidor de corrosão

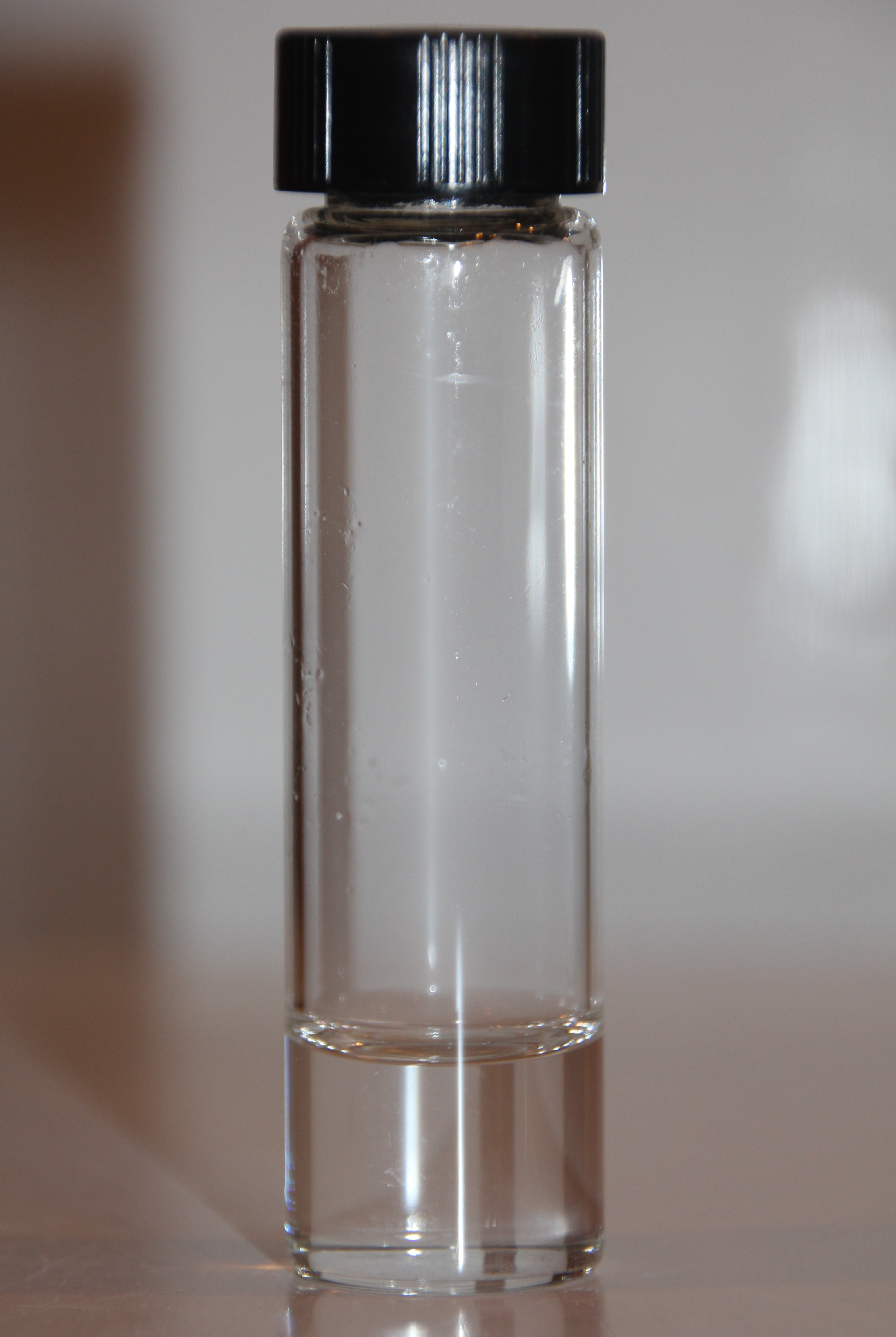
Tratamento por eletrólise são muitos utilizados no tratamento anti-corrosivo.

Um  inibidor de corrosão é uma substância química ou composição de substâncias que sob determinadas condições, num meio que seja corrosivo, elimina ou pelo menos reduz significativamente o processo de corrosão.
Sua ação e eficiência depende de diversos fatores:
- Causa da corrosão do ponto de vista físico-químico.
- Custo de utilização, pois em diversas situações é preferível deixar-se o processo de corrosão ocorrer.
- Mecanismos de ação e propriedades específicas do inibidor, consideradas suas compatibilidades com o processo e com o material.
- Processos possíveis para a adição do inibidor ao sistema e controle de sua dosagem e estado.

## Tipos
Os inibidores de corrosão podem ser divididos em:

### Inibidores anódicos
Atuam no ânodo retardando ou impedindo as reações que causam corrosão. Reagem preferencialmente com o produto da corrosão, resultando numa camada aderente e insolúvel na superfície metálica.
OH-, CO32-, SiO44-, BO33-, + H2O → ácido + OH-
OH- + Metaln+ → M(OH)n (inibidor de corrosão)

### Inibidores catódicos
Atuam, por sua vez, reprimindo as reações no cátodo. De maneira mais específica, atuam inibindo o processo catódico, impedindo a difusão do oxigênio e a condução de elétrons.
Zn2+, Mg2+, Ni2+ + OH- → Zn(OH)2, Mg(OH)2, Ni(OH)2 (todos hidróxidos insolúveis.)

### Inibidores de adsorção
Funcionam como formadores de películas protetoras nas regiões catódicas e anódicas, interferindo nas reações eletroquímicas.
Alguns exemplos:
- Aminas de ácidos graxos, utilizado na indústria petrolífera.
- Derivados de aminas e amidas de ácidos graxos, utilizados em tubulações de transferência de gases e vapores, como o H2O, CO2 e H2S.
- Octa, hexa e dioctadecilaminas, propiciam contra CO2 em linhas de transmissão de vapores condensados.

## Decapagem ácida
Utiliza-se do uso de soluções diluídas de ácidos para a remoção de camadas que contenham óxidos aderidos, para assim permitir a boa aderência dos inibidores.
No caso da específico limpeza química de caldeiras, a remoção de incrustações das paredes dos equipamentos é realizada com ácido clorídrico diluído contendo inibidores orgânicos para que o ácido não ataque as paredes estruturais das tubulações, e detenha-se em apenas atacar as incrustações, normalmente de deposições de cálcio e magnésio, devidas a uma mínima dureza da água que passe pelos processos de tratamento e um tanto dos aditivos aplicados à água usada, como fosfatos e outros sais e aditivos orgânicos.

## Interferentes
Consideram-se como fatores interferentes no processo e mecanismos da ação dos inibidores de corrosão:
- A velocidade do fluido nos equipamentos;
- Concentração do inibidor no meio corrosivo;
- Temperatura do sistema e a fixa de temperatura adequada para a ação do inibidor;
- Substrato e suas características químico-físicas de superfície para a adsorção do inibidor e sua adequação ao inibidor aplicado;
- Tempo de contato entre inibidor e a superfície a ser protegida;
- Composição do fluido no qual dispersa-se o inibidor, sob diversas condições, como temperatura e pressão, e ao longo de diversos processos químicos, se estes houver, alterando sua composição.